# Lygodium merrillii
Lygodium merrillii är en ormbunkeart som beskrevs av Edwin Bingham Copeland. Lygodium merrillii ingår i släktet Lygodium och familjen Lygodiaceae. Inga underarter finns listade.